# ストロンチウム89
ストロンチウム89（Sr-89、89Sr）は核分裂反応で生成するストロンチウムの放射性同位体である。半減期は50.57日であり、原子力発電所事故で言及される90Srの28.79年に比べて約1⁄208と短い。β−崩壊してイットリウム89（89Y、安定同位体）となる。 
89Srはウラン235またはプルトニウム239を熱中性子で核分裂させた際の生成物として、それぞれ4.73%または1.72%生じる。またルビジウム89（89Rb、半減期：15.2ヶ月）のβ-崩壊でも生じる。